# Silurus
A Silurus a sugarasúszójú halak (Actinopterygii) osztályába a harcsaalakúak (Siluriformes) rendjébe és a harcsafélék (Siluridae) családjába tartozó nem.

## Fajok
Az alábbi tizenhat faj tartozik ide:
- négybajuszszálas harcsa (Silurus aristotelis)
- Silurus biwaensis
- Silurus chantrei
- Silurus duanensis
- Silurus gilberti
- európai harcsa (Silurus glanis)
- Silurus grahami
- Silurus lanzhouensis
- Silurus lithophilus
- Silurus mento
- Silurus meridionalis
- Silurus microdorsalis
- Silurus morehensis
- Silurus palavanensis
- Silurus soldatovi
- Silurus triostegus